# Tommy McLain
Tommy McLain, född 15 mars 1940 i Jonesville, Louisiana, död 24 juli 2025, var en amerikansk popmusiker, låtskrivare, sångare, basist, trummis och violinist. Han medverkade i The Vel-Tones och i The Boogie Kings. McLains version av Don Gibson-låten Sweet Dreams nådde #15 på Billboardlistan år 1965.